# Années 180 av. J.-C.
Les années 180 av. J.-C. couvrent les années de 189 av. J.-C. à 180 av. J.-C.

## Événements

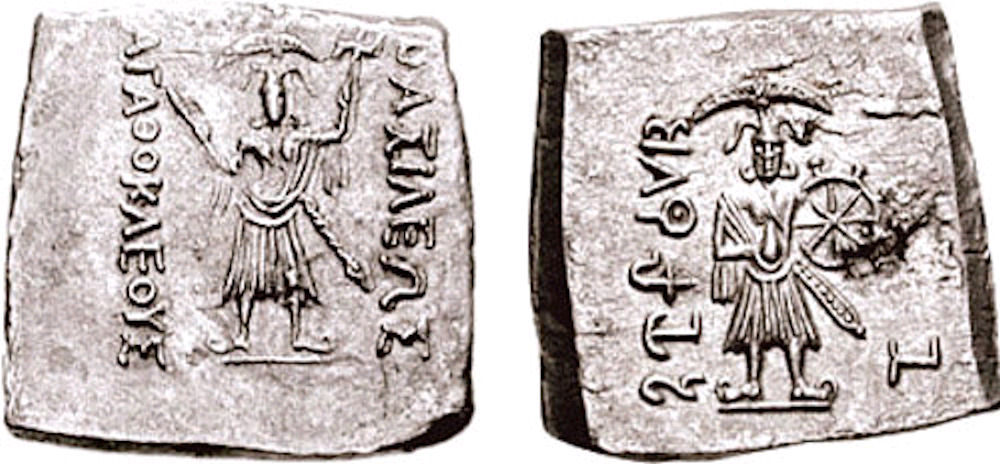
pièce d'argent d’Agathoclès de Bactriane

- Vers 190-180 av. J.-C. : règne d’Agathoclès de Bactriane[1].
- Hiver 190-189 av. J.-C.. : bataille de Magnésie du Sipyle[2]. Après la défaite d’Antiochos III, les satrapies d'Arménie et de Sophène deviennent des royaumes indépendants de 189 à 94 av. J.-C., avant que le roi d’Arménie Tigrane II le Grand ne les réunisse sous sa domination. Artaxias Ier fonde en Arménie la dynastie artaxiade[3].
- 189 av. J.-C. : 
  - Les Étoliens sont battus par Marcus Fulvius Nobilior qui, après un long siège, enlève leur place forte d'Ambracie. Ils doivent accepter une paix qui en fait des alliés de Rome, perdent une partie de leurs territoires et payent un tribut de mille talents, dont la moitié comptant[4].
  - guerre de Rome contre les Ligures[5].
- 188 av. J.-C. : paix d'Apamée[4].
- 186 av. J.-C. : scandale des Bacchanales[6].
- Vers 185 av. J.-C. : dynastie Shunga en Inde[7].
- Vers 183 av. J.-C. : création du royaume indo-grec dans le Nord de l’Inde[8].
- 181 av. J.-C. :  première révolte des Celtibères en Hispanie[4].

## Personnages significatifs
- Antiochos III
- Caton l'Ancien
- Démétrios Ier de Bactriane
- Eumène II
- Plaute
- Tibérius Sempronius Gracchus l'Ancien